# چرم

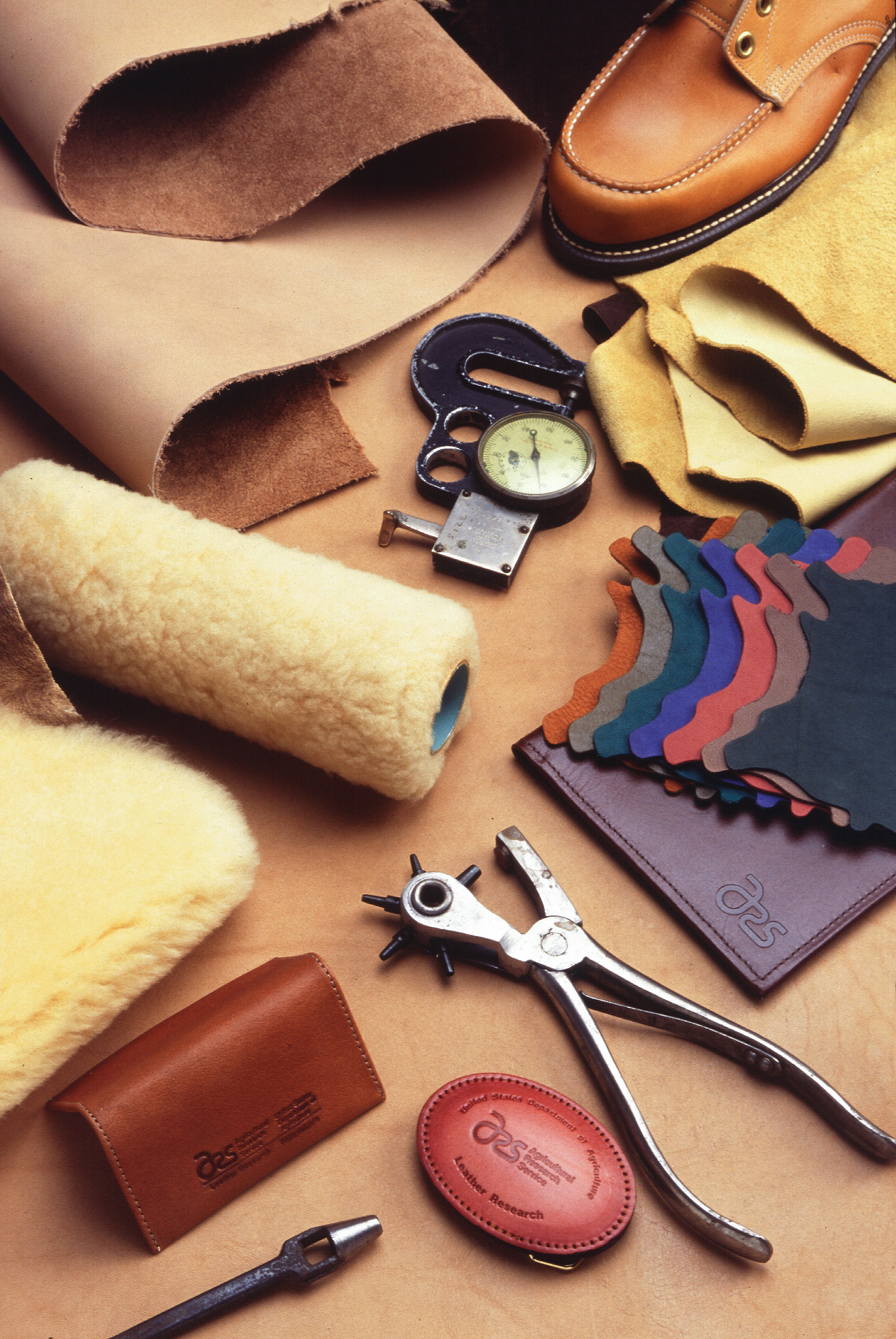
ابزارهای مدرن کار با چرم

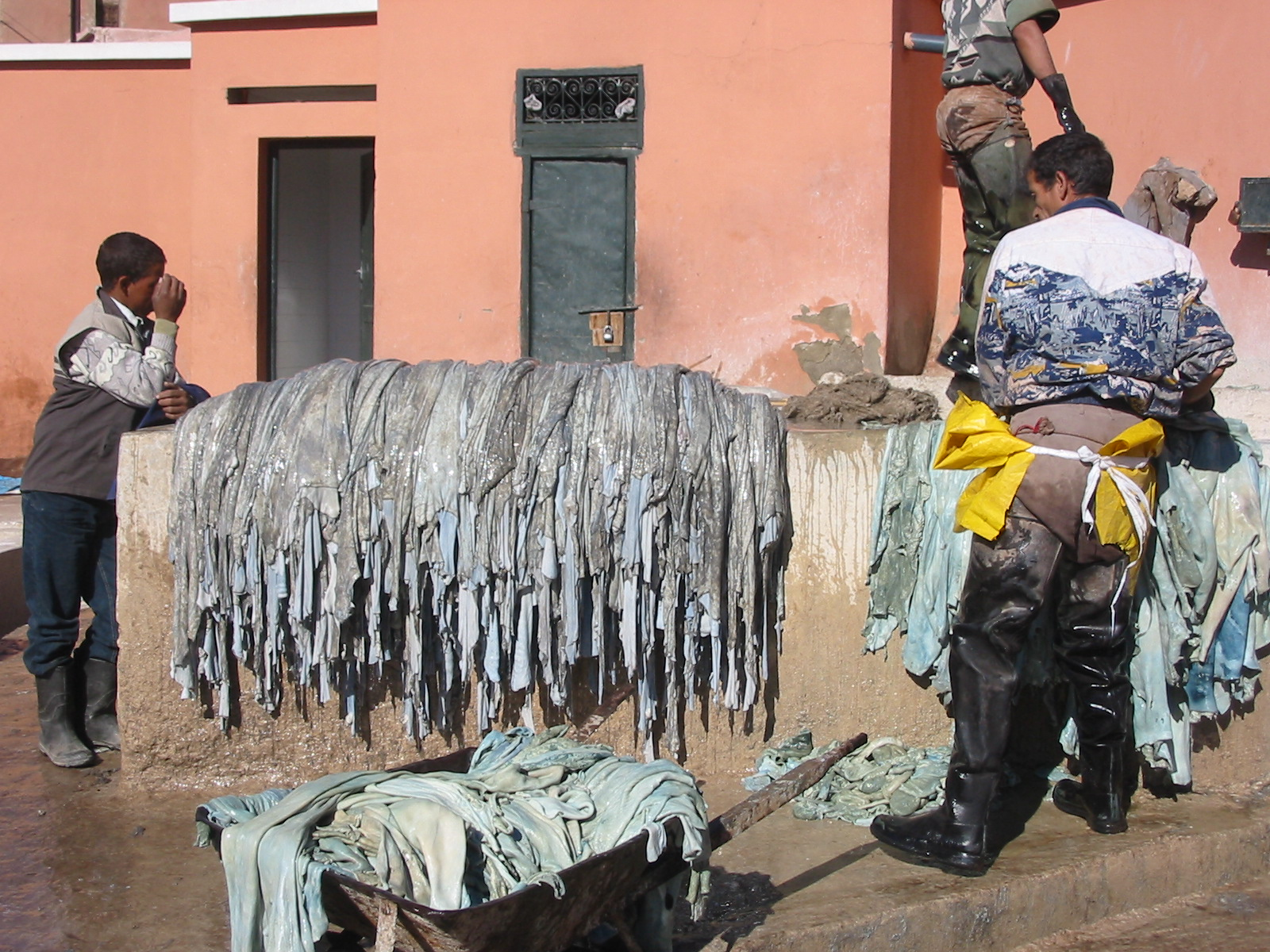
پوست دباغی‌شده در مراکش

چرم، ماده‌ای طبیعی، بادوام و منعطف است که از دباغی پوست خام جانوران، به‌ویژه گاو به‌دست می‌آید. فرایند دباغی، پوست فسادپذیر را به یک مادهٔ طبیعی پایدار، دایمی و انعطاف‌پذیر برای کاربردهای گوناگون تبدیل می‌کند.
چرم در تلفیق با چوب، پایهٔ فناوری باستانیان را شکل می‌داده است.
صنعت چرم و صنعت خز با هم متفاوت‌اند. این تفاوت از اهمیت مواد خام مورد استفاده در هر کدام پیداست. مواد خام مورد استفاده در صنعت چرم، محصولات فرعی صنعت گوشت هستند؛ در حالی‌که گوشت ارزش بیش‌تری از پوست دارد. مواد خامی که در صنعت خز به‌کار گرفته می‌شوند، ارزش بیش‌تری از گوشت دارند و به همین خاطر گوشت به عنوان یک محصول جانبی تلقی می‌شود.
تاکسیدرمی امکان استفاده از پوست حیوانات را به انسان می‌دهد، البته مهم‌تر از پوست‌شان، سر و بخشی از پشت آن‌هاست. پوست‌های خام در ساخت چسب و ژلاتین هم کاربرد دارند.
چند راه وجود دارد که در نتیجهٔ آن‌ها، پوست جانور به یک مادهٔ انعطاف‌پذیر و محکم به نام چرم تبدیل می‌شود.
از چرم برای ساخت محصولات متنوعی از قبیل: کفش، لباس، کیف، جلد کتاب، مبلمان و… استفاده می‌شود.
چرم می‌تواند طبیعی و از حیوانات یا به صورت صنعتی تولید شده باشد.
با توجه پیشرفت تکنولوژی چرم‌های گیاهی که حاصل فراوری گیاهانی مانند کاکتوس و ذرت بوده‌اند و در حال حاضر برای طرفداران گیاه‌خواری طرفدار زیادی پیدا کرده‌اند. در حاضر در ایران و مکزیک برندهایی مانند چرم کاکتوس و چرم فیل مشغول تحقیق و اجرا در این موارد هستند.

## کاربرد چرم
چرم، کاربردهای مختلفی دارد. اما استفاده از چرم در ساخت کاپشن، کیف و کفش بیشتر است. کاربردهای چرم:
- پوشاک مانند شلوار، کراوات، دستکش، کت، کاپشن و کفش، کمربند، کیف چرم
- وسایل جانبی مانند کیف، جاکلیدی

## بازار جهانی پوست و چرم
بحران اقتصادی اواخر دهه ۲۰۰۰ تأثیر زیادی بر روی بازارهای جهانی پوست و چرم داشته است. از سال ۲۰۰۸ تا ۲۰۰۹ میزان تولید به دلیل بحران اقتصادی در حدود ۰٫۵٪ و قیمت‌ها تا ۳۰٪ افت داشته‌اند. از سال ۲۰۱۲ قیمت‌ها ثابت شده و با رشدی که در سال‌های پس از بحران داشته، قیمت‌ها به بالای دوران قبل از بحران رسیده است.
در سال ۲۰۱۷ حجم بازار جهانی کالاهای چرمی ۴۱۴٫۰ میلیارد دلار ارزیابی شده است و پیش‌بینی می‌شود این بازار در سال ۲۰۲۵ به ۶۲۹٫۶۵ میلیارد دلار برسد.

## مسائل زیست‌محیطی
در سال ۲۰۰۹ شرکت نایک و تیمبرلند خرید چرم از بخش‌های جنگل‌زدایی شدهٔ جنگل‌های آمازون را متوقف کردند. این عمل تنها چند هفته پس از گزارش سازمان صلح سبز صورت گرفت که نشان می‌داد گله‌های دام‌داری‌های منطقهٔ آمازون باعث تخریب جنگل‌های آمازون می‌شوند.

## رنگ‌آمیزی چرم
چرم در دنیا به دو شیوه کلی تولید می‌شود؛ یا با استفاده از مواد کرومی، یا با استفاده از مواد گیاهی (وجیتال).
در روش نخست (کرومی)، فضاهای بین‌سلولی سطح پوست خام با استفاده از مواد شیمیایی کرومی رنگ‌دهی می‌شود. شیوه استفاده از مواد کرومی از شیوه‌های سنتی تولید چرم است و تا سال‌های اخیر، عمده چرم تولیدی جهان با همین روش تولید می‌شد. اما امروزه در اروپا و آمریکا نه تنها استفاده از این روش ممنوع شده است، بلکه محصولات چرمی‌ای که با چرم‌های کرومی تولیدشده‌اند، اجازه حضور در بازار این کشورها را پیدا نمی‌کنند و عمدتاً برای مصرف در کشورهای جهان سوم تولید می‌شوند.
کروم یک فلز سنگین است که هم به محیط زیست و هم به سلامت انسان آسیب می‌رساند؛ این آسیب‌رسانی سبب شده است طی سال‌های اخیر، دولت‌های کشورهای پیشرفته تولیدکنندگان چرم و محصولات چرمی را به استفاده از مواد گیاهی برای تولید چرم و محصولات چرمی تشویق کنند. این در حالی است که در ایران، در خصوص آسیب‌رسانی و مضرات چرم‌های کرومی اطلاع‌رسانی صحیحی انجام نشده و قانونی نیز برای محدود کردن استفاده از این نوع چرم وجود ندارد.

## تاریخچه چرم در ایران
به هنر چرم‌سازی سنتی در ایران سراجی می‌گویند، از این هنر در تولید انواع کیف، کفش، کمربند، زیورآلات، زین اسب و گاه تزیین صندوق‌های قدیمی در دوران گذشته استفاده می‌شده و به کسانی که به این کار مشغول بودند، سراج یا زین‌گر نیز می‌گفتند. ساخت چکمه‌های مردانه و زنانه چرمی از دوره باستان در ایران گسترش داشته است.
در ایران نوشته‌هایی مربوط به پس از حملهٔ مغول، از خواجه رشید الدین، نشان‌گر آنست که تجارت چرم و پوست در ایران پررونق بوده است، این اسناد گواه شهرت برخی شهرها مانند تبریز و شیراز در این دوره است. در دورهٔ قاجار، همدان مرکز مهم تولید نوعی چرم، معروف به «چرم همدانی» بوده است، که از پوست گوسفند تهیه می‌شد. در سال ۱۲۶۷ از جمله کارهایی که امیر کبیر به نمایشگاهی در لندن فرستاد، پوست بوده است. به علاوه در این دوره صادرات پوست و چرم، از اغلب شهرهای ایران به روسیه و عثمانی و هند رونق بسیار داشت. علاوه بر همدان، شهرهای تبریز و اصفهان نیز در تولید و صادرات چرم سهم به‌سزایی داشته‌اند. نخستین کارخانه چرم سازی ایران در سال ۱۳۰۸ شمسی در شهر تبریز بنا شد و پس از آن در همدان، تهران و اصفهان نیز کارخانه‌هایی تأسیس شد.
در سال ۱۳۱۱ نخستین کارخانه ماشینی و مدرن چرم سازی در همدان توسط اردشیر یگانگی بنیان گذاشته شد. تاریخ فعالیت واقعی صنعت چرم سازی در ایران را باید از تاریخ فعالیت صنعت چرم در همدان شمرد. از آن پس این صنعت به تدریج در کشور توسعه یافت به گونه‌ای که تعداد کارخانه‌های چرم سازی از یک کارخانه در سال ۱۳۱۱ به ۲۲ کارخانه در سال ۱۳۲۲ افزایش یافت.
از دهه ۲۰۰۰ میلادی، انواع بوت و نیم‌بوت زنانه چرمی ایران توانستند در منطقه نیز بازاری پیدا کنند.

## هنر چرم دوزی
در هنر چرم دوزی، قطعات چرمی با استفاده از سوزن و نخ به هم دوخته می‌شوند تا شکل و الگوی مورد نظر بگیرند. برای ایجاد طرح‌های مختلف، از ابزارهایی مانند الگوهای چرمی، قلم‌های خاص و ابزارهای حکاکی استفاده می‌شود.
در این هنر از انواع مختلف چرم‌ها مانند چرم گاوی، چرم بوفالو، چرم خزه، چرم بزی و چرم شتری استفاده می‌شود. هنر چرم دوزی به صورت سنتی در ساخت انواع اشیاء مانند کیف، کفش، کمربند، دستکش، جاکت، کلاه، کاور موبایل و همچنین تزئینات دیواری و مبلمان استفاده می‌شود.
این هنر زیبا و دستی بسیار مورد توجه گردشگران و علاقمندان به هنرهای دستی است. امروزه همچنین به صورت صنعتی نیز از هنر چرم دوزی در ساخت انواع کالاهای چرمی استفاده می‌شود.
؛ کالاهای چرمی که به صورت صنعتی تولید می‌شوند:
کالاهای چرمی به صورت صنعتی بسیار متنوع هستند و شامل محصولاتی مانند کیف و کفش، جاکت و لباس چرمی، کمربند، دستکش، کاور موبایل، تزئینات دیواری و مبلمان، وسایل رانندگی و سایر محصولات چرمی می‌شوند.
در صنعت کیف و کفش، انواع مختلفی از چرم‌ها و جنس‌های مختلفی از پارچه‌ها در تولید این محصولات استفاده می‌شوند. برای ساخت کیف و کفش چرمی، چرم‌های طبیعی، صنعتی و نیمه صنعتی، چرم‌های پلاستیکی و همچنین چرم‌های صادراتی مورد استفاده قرار می‌گیرند.
جاکت و لباس چرمی نیز یکی از محصولاتی است که به صورت صنعتی تولید می‌شود. در تولید این محصولات از چرم‌های مختلفی مانند چرم گاوی، چرم بوفالو و چرم خزه استفاده می‌شود.
در سایر محصولات چرمی نیز مانند کمربند، دستکش، کاور موبایل، تزئینات دیواری و مبلمان و وسایل رانندگی نیز از چرم به عنوان ماده اصلی استفاده می‌شود.
در کنار این محصولات، محصولاتی مانند چرم مصنوعی و چرم مصنوعی طبیعی نیز تولید می‌شوند که از جنس‌های مختلفی از پلی‌یورتان و پلاستیک ساخته شده‌اند و با چرم طبیعی بسیار شبیه به هم هستند.

## تبدیل پسماندهای جامد چرمی به انرژی
صنعت چرم یکی از بخش‌های مهم و تأثیرگذار بر اقتصاد جهانی است، با این حال مقادیر قابل توجهی از پسماند جامد تولید می‌کند که شامل پوست خام، مو، ضایعات تراش کرومی، ضایعات دباغی گیاهی، گرد و غبار پرداخت و ضایعات برش می‌باشد. این پسماندهای جامد چرمی غنی از کربن و نیتروژن هستند و پتانسیل استفاده مجدد در کاربردهای مرتبط با انرژی را دارند، و بدین ترتیب راهکاری نوآورانه برای مسائل مدیریت پسماند این صنعت ارائه می‌دهند.
این مرور به بررسی کاربردهای پسماند چرم در توسعه سامانه‌های ذخیره‌سازی انرژی حرارتی و الکتریکی، مانند ابرخازن‌ها و باتری‌ها، می‌پردازد که دلیل آن سطح ویژه بالا، استحکام مکانیکی، پایداری حرارتی و رسانایی الکتریکی بالای این مواد است. افزون بر این، پسماند چرم در تولید برق زیستی از طریق پیل‌های سوختی میکروبی و به‌عنوان الکتروکاتالیست در فرآیندهای تبدیل انرژی، از جمله واکنش‌های کاهش اکسیژن، پتانسیل بالایی نشان می‌دهد.
با به‌کارگیری پسماند چرم در فناوری‌های پایدار انرژی، صنعت چرم می‌تواند اثرات زیست‌محیطی خود را کاهش داده و به اصول اقتصاد چرخشی کمک کند. استفاده مجدد از پسماند چرم نه‌تنها راهکاری عملی برای کاهش ضایعات ارائه می‌دهد، بلکه به پیشرفت راهکارهای انرژی تجدیدپذیر نیز یاری می‌رساند و نوآوری و پایداری را در صنعت چرم تقویت می‌کند.